# Tjern
Et tjern eller på svensk tjärn betegner i Skandinavien en lille sø. Det kommer af det norøne tjarn (hankøn) og tjǫrn (hunkøn); andre skrivemåder er tjenn, tjørn og tjønn. Begrebet bruges først og fremmest om en sø, men det kan også bruges om en kunstig sø, som for eksempel Besserudtjernet i Holmenkollen. Ofte er tjern omgivet af mose, moselignende vegetation og løvtræer end søer. 
På tysk og engelsk betegner det lignende tarn små bjergsøer, oprindelig i forbindelse med gletsjere.